# Justinian Marina
Justinian Marina, pe numele de mirean Ioan Marina, (n. 22 februarie 1901, Suiești, județul Vâlcea – d. 26 martie 1977, București) a fost al treilea patriarh al Bisericii Ortodoxe Române, între 1948 și 1977. A fost patriarhul care a acceptat colaborarea dintre Biserica Ortodoxă și autoritățile comuniste.

## Preot de mir în Episcopia Râmnicului
Ioan Marina s-a născut la data de 22 februarie 1901, în satul Suiești din fosta comună Cermegești (județul Vâlcea), în familia unor agricultori olteni. Provenea dintr-o familie cu tradiție preoțească, având preoți printre strămoșii săi. Îndemnat de mama sa, care i-a insuflat credința creștină, Ioan Marina s-a înscris în anul 1915 la Seminarul Teologic „Sf. Nicolae” din Râmnicu Vâlcea, pe care l-a absolvit în anul 1923, obținând în același an și diploma de învățător, în urma examenului desfășurat la Școala Normală din acest oraș. 
Își începe lucrarea pe tărâm social la 1 septembrie 1923, ca învățător la școala primară din satul Olteanca județul Vâlcea. După un an, la 1 septembrie 1924, este transferat, tot ca învățător, la școala primară din comuna (azi oraș) Băbeni județul Vâlcea. S-a căsătorit apoi cu Lucreția Popescu, fiica preotului Pavel Popescu, din comuna Braloștița, județul Dolj, la 14 octombrie 1924, după care devine preot în Băbeni.
În anul 1925 se înscrie ca student la Facultatea de Teologie din București, obținând titlul de licențiat în teologie în anul 1929. În anul următor își dă demisia din învățământul primar și se consacră cu totul slujirii altarului. Remarcând că tânărul preot Ioan Marina dispune de însușiri ce depășeau aria de activitate al unui preot de sat, PS Vartolomeu Stănescu, episcopul Râmnicului, l-a chemat lângă sine și l-a numit, la 1 noiembrie 1932, în funcția de director al Seminarului Teologic "Sf. Nicolae" din Râmnicu Vâlcea. La aceeași dată a fost detașat ca slujitor la catedrala episcopală a Râmnicului. 
La 1 septembrie 1933 a fost transferat, la cererea sa, preot la Parohia "Sf. Gheorghe" din Râmnicu Vâlcea, care se vacantase. În anul 1935 a fost numit și confesor al cercetașilor din Râmnicu Vâlcea, iar din anul 1936 și catehet al premilitarilor din oraș. 
La vârsta de 34 ani a suferit pierderea soției, decedată la 18 noiembrie 1935, în vârstă de 27 de ani. Rămas văduv, nu se recăsătorește, crescându-și singur cei doi copii ai săi, Silvia și Ovidiu. 
La 25 august 1939 preotul Ioan Marina a fost mutat de la direcția seminarului la conducerea tipografiei eparhiale. În numai opt luni a reușit să achite toate datoriile către furnizorii anilor anteriori și să restabilească încrederea pe piața tipăriturilor față de tipografia eparhială. În primăvara anului 1940, predă tipografia negrevată de vreo datorie, nou-înființatei Mitropolii a Craiovei. Refuză să meargă la Craiova, fiind îndurerat de desființarea de la 7 noiembrie 1939 a Episcopiei Râmnicului. 
Ca o recunoaștere a meritelor sale, depuse în timp de douăzeci de ani de preoție, autoritățile eparhiale vâlcene l-au cinstit cu toate rangurile bisericești (sachelar, iconom și iconom stavrofor cu drept de a purta brâu roșu), fiind ales în paralel ca membru în Consiliul Central al Asociației Generale a Clerului din România. Ministerul Cultelor, la propunerea Mitropoliei Craiovei, i-a acordat răsplată Meritul cultural clasa I pentru Biserică.

## Arhiereu și mitropolit la Iași
Viitorul patriarh Justinian își datorează ascensiunea în ierarhia Bisericii faptului că îl ajutase pe liderul comunist Gheorghe Gheorghiu-Dej să se ascundă în casa parohială din Rm. Vâlcea în urma evadării acestuia din lagărul de la Târgu Jiu în anul 1944. Liderul comunist Ion Gh. Maurer își amintea că „După ce am trecut cu mașina de Craiova, la vreo 30 de kilometri, ne-am oprit într-un sat unde-am fost găzduiți de un popă care a fost, și el, omul comuniștilor. Mașina s-a întors la Craiova iar noi am stat în acel sat vreo trei zile până când a venit o altă mașină, din București, să ne ducă spre Capitală."
Mitropolitul Moldovei Irineu Mihălcescu, ales în scaun la 29 noiembrie 1939, era bolnav și avea neapărată nevoie de o persoană tânără, energică și capabilă care să-l ajute la refacerea Eparhiei, grav afectată de distrugerile războiului. Arhierul-vicar Valeriu Moglan Botoșăneanul era în vârstă și abia putea face față administrației Spiridoniei din Iași. În primăvara anului 1945, mitropolitul Irineu solicită Ministerului Cultelor să înființeze un al doilea post de arhiereu-vicar la Mitropolia Moldovei. Aprobându-se cererea, mitropolitul Irineu, în calitate de episcop al locului, propune alegerea în acest post a preotului Ioan Marina, de la biserica "Sf. Gheorghe" din Râmnicu Vâlcea, văduv prin decesul soției de aproape zece ani, pe care-l cunoștea bine de când l-a avut student și din timpul cât a păstorit ca locotenent de episcop la Râmnic și apoi de mitropolit la Craiova. 
La propunerea mitropolitului Irineu Mihălcescu, Sfântul Sinod, în ședința sa din 30 iulie 1945, în urma cercetării și examinării canonice, a aprobat alegerea preotului Ioan Marina în cel de-al doilea post de arhiereu-vicar, nou înființat, la Mitropolia Moldovei, și i-a acordat rangul ierarhic de arhiereu, cu titulatura de „Vasluianul”. 
În ziua de 11 august 1945, preotul Ioan Marina este tuns în monahism, la Mănăstirea Cetățuia din Iași, primind patronimicul Justinian, făcându-i-se și hirotesia în arhimandrit. Hirotonia în arhiereu a avut loc în Duminica zilei de 12 august 1945, în Catedrala Mitropolitană din Iași și a fost săvârșită de către mitropolitul Irineu Mihălcescu al Moldovei, împreună cu episcopul Antim Nica de Cetatea Albă și cu arhiereul Valeriu Moglan Botoșăneanul. 
La 16 august 1947, mitropolitul Irineu Mihălcescu, fiind înaintat în vârstă și bolnav, s-a retras din scaun și patriarhul Nicodim l-a numit locțiitor, până la alegerea titularului, pe arhiereul-vicar Justinian Vasluianul. Întrunit la București, în ziua de 19 noiembrie 1947, sub președinția mitropolitului Nicolae Bălan al Ardealului, în absența patriarhului Nicodim, care se afla pentru refacerea sănătății la Mănăstirea Neamț, Colegiul Electoral Bisericesc l-a ales ca arhiepiscop al Iașilor și mitropolit al Moldovei pe arhiereul Justinian Marina.
A fost instalat în scaun la 28 decembrie 1947, în Catedrala mitropolitană din Iași, în cadrul slujbei Sf. Liturghii, săvârșită de un sobor de arhierei, de preoți și diaconi, în prezența membrilor Sfântului Sinod, a reprezentanților autorităților de stat centrale și locale, a numeroși clerici și credincioși. 
În cei trei ani cât a păstorit la Iași ca arhiereu-vicar și apoi mitropolit al Moldovei, Justinian Marina a depus eforturi pentru reorganizarea activității bisericești de pe teritoriul Arhiepiscopiei Iașilor. Satele moldovene fuseseră grav afectate de distrugerile provocate de război și apoi de seceta din anii postbelici, fiind depopulate și sărăcite. Instalat episcop în aceste circumstanțe social-economice dificile, Justinian Marina a reorganizat sectorul economic de la Centrul Eparhial, pentru a se realiza o mai bună administrare și control al resurselor, iar celorlalte sectoare - administrativ și cultural - le-a stabilit programe clare de lucru și cu termene precise. A restaurat Catedrala și reședința mitropolitană, precum și imobilele alăturate, care fuseseră ciuruite de gloanțe și de schije, încât rămăseseră fără geamuri, cu zidurile crăpate și cu găuri în acoperiș, dar și cu inventarul răvășit și în parte pierdut. Le-a adus în bună stare de funcționare, inclusiv fabrica eparhială de lumânări, care aproape că își încetase activitatea în anii războiului. În același timp, a completat cu călugări tineri și destoinici personalul slujitor al Catedralei mitropolitane, numindu-l ca eclesiarh pe arhimandritul Teoctist Arăpașu. 
Seceta cumplită din anii 1946-1947 a pârjolit ogoarele din zona Moldovei, adăugându-se mizeriei lăsate de război. Arhiereul Justinian a încuviințat efectuarea primei procesiuni cu racla cu moaștele Sf. Cuvioase Parascheva, de când acestea se află la Iași, străbătând satele pustiite de secetă ale județelor Iași, Vaslui, Roman, Bacău, Putna, Neamț, Baia și Botoșani. Ofrandele adunate cu acest prilej au fost împărțite după chibzuința arhiereului Justinian la orfani, văduve și invalizi, la cantine școlare, biserici în construcție și la mănăstiri pentru hrana bolnavilor și a călugărilor bătrâni și neputincioși. 
La data de 27 februarie 1948, patriarhul Nicodim Munteanu a trecut la cele veșnice, în vârstă de 83 de ani, lăsând vacant scaunul de arhiepiscop al Bucureștilor, mitropolit al Ungrovlahiei și patriarh al Bisericii Ortodoxe Române. Vremurile care păreau nesigure cereau ca în fruntea Bisericii Ortodoxe Române să fie aleasă o minte lucidă și pătrunzătoare, un spirit organizator, un om tânăr suficient de energic pentru a putea să apere Biserica de încercările regimului comunist de a o desființa.

## Patriarh al Bisericii Ortodoxe Române

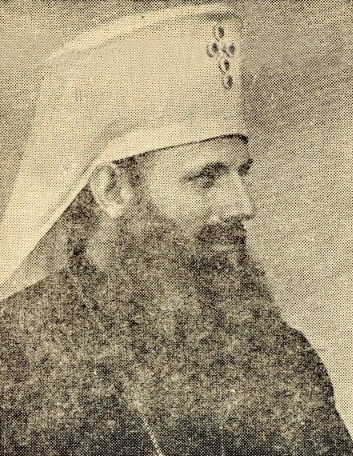
Patriarhul Justinian în jurul anului 1951

Marele Colegiu Electoral Bisericesc, întrunit în capitala țării, la 24 mai 1948, a ales arhiepiscop al Bucureștilor, mitropolit al Ungrovlahiei și patriarh al României pe mitropolitul Justinian Marina, "care s-a arătat vrednic prin statornicia sa în dreapta credință, prin lucrarea fără preget în slujirile sale de până acum, printr-o muncă rodnică în folosul poporului și al Bisericii, printr-o blândețe părintească îndeajuns de cunoscută, dând întru îndeplinirea tuturor însărcinărilor și vredniciilor la care a fost chemat dovezi de neclintită ascultare față de Sfântul Sinod și de supunere față de legile țării" (din Gramata Sinodală de instalare). 
La 6 iunie 1948, la ceremonia de învestitură din aula Palatului Parlamentului și la cea de instalare din Biserica Sfântul Spiridon Nou din București, patriarhul Justinian și-a prezentat programul de activitate ca patriarh. Printre obiectivele sale figurau: pregătirea clerului în duhul Ortodoxiei și cerințelor vremii; restaurarea monahismului românesc; reorganizarea învățământului teologic; desființarea Bisericii Române Unite cu Roma și integrarea credincioșilor acestei biserici în Biserica Ortodoxă Română; reînnodarea legăturilor frățești cu toate Bisericile ortodoxe; promovarea relațiilor ecumenice cu bisericile creștine etc.
Patriarhul Justinian a preluat conducerea Bisericii Ortodoxe Române într-o perioadă de schimbări social-politice profunde, încercând să găsească un mod de coexistență pașnică între slujitorii și enoriașii Bisericii Ortodoxe Române și noile autorități comuniste.
La chemarea patriarhului Justinian adresată credincioșilor greco-catolici, 37 de preoți și protopopi greco-catolici s-au adunat la 1 octombrie 1948 într-o sală de sport din Cluj, unde au semnat o declarație de revenire în cadrul Bisericii Ortodoxe Române, pe motiv că nu mai doresc să primească ordine de la „Roma imperialistă”. La 3 octombrie 1948 trimișii lor s-au prezentat sub escorta poliției la București, înaintea Sfântului Sinod, cu rugămintea de a fi primiți în sânul Ortodoxiei. În prealabil fuseseră caterisiți de Iuliu Hossu, superiorul lor ierarhic. În ziua de 21 octombrie 1948 a avut loc la Alba Iulia o mare adunare populară organizată de Ministerul de Interne, la care au luat parte peste 20.000 de clerici și credincioși greco-catolici din întreaga Transilvanie, prilej cu care a avut loc reprimirea solemnă a credincioșilor și preoților greco-catolici (care semnaseră declarația) în cadrul Bisericii Ortodoxe Române.
Potrivit memoriilor lui Corneliu Coposu, Justinian Marina l-a vizitat pe Ion Mihalache în închisoarea Râmnicu Sărat, cerându-i fostului ministru să se desolidarizeze de Iuliu Maniu.

## Realizările sale ca patriarh

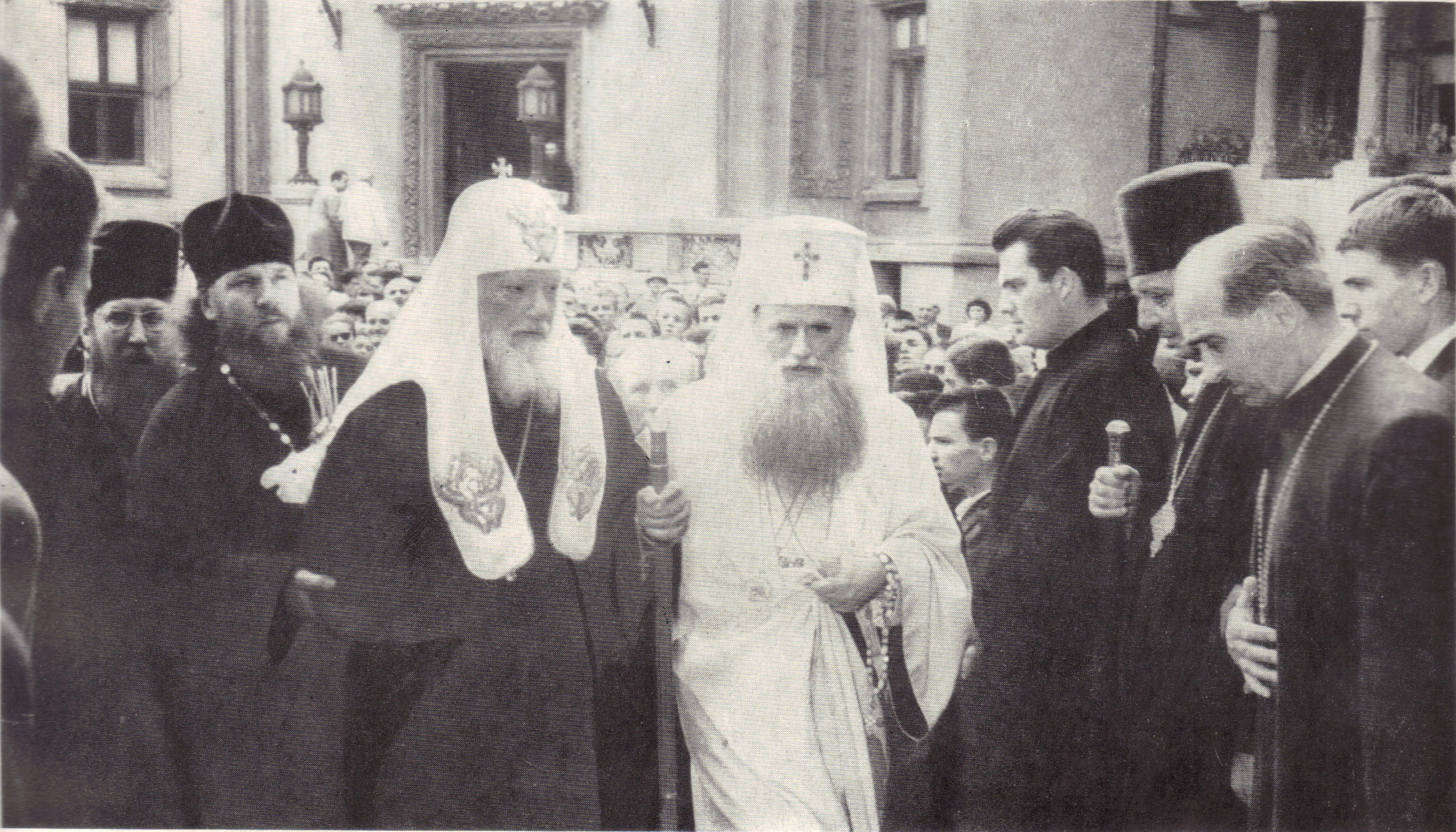
Patriarhul Justinian primește la București vizita patriarhului Alexei al Moscovei și al întregii Rusii (iunie 1962)

În ciuda tuturor dificultăților, în cei 29 de ani de patriarhat, au avut loc o seamă de evenimente și schimbări care au ridicat mult prestigiul Ortodoxiei românești în lumea creștină și l-au făcut o figură reprezentativă a întregii Ortodoxii. 
La 19-20 octombrie 1948 Sf. Sinod a votat Statutul pentru organizarea și funcționarea Bisericii Ortodoxe Române, Patriarhia având acum numai 5 mitropolii, cu 13 eparhii sufragane, la care se adaugă două eparhii românești în "diaspora".
În anul 1950 Sf. Sinod a hotărât - pentru prima oară - trecerea unor ierarhi, călugări și credincioși români în rândul sfinților și generalizarea cultului unor sfinți ale căror moaște se găsesc în România, iar canonizarea lor solemnă s-a făcut în anul 1955.
A creat așezăminte de asistență socială pentru preoți și călugări bătrâni (Dealu), pentru călugărițe și preotese bătrâne (Viforâta). În anul 1948 s-a procedat la reorganizarea învățământului teologic ortodox; de atunci și până în anul 1989 au funcționat două Institute teologice cu grad universitar (București și Sibiu) și șase Seminarii teologice (București, Buzău, Mănăstirea Neamț, Cluj, Craiova și Caransebeș).
A întreținut legături cu celelalte Biserici Ortodoxe surori și cu alte Biserici creștine. A făcut vizite, în fruntea unor delegații sinodale, la Bisericile Ortodoxe surori: Rusă (de mai multe ori), Georgiană (1948), Sârbă (1957), Bulgară (1953, 1966 și 1971), Patriarhiile Ecumenică (1968), de Alexandria (1971) și Ierusalim (1975) și Biserica Greciei (1963, 1971 și 197). 
A inițiat relații cu bisericile vechi orientale, prin vizite reciproce, patriarhul vizitând: Patriarhia armeană din Ecimiadzin (1958 și 1966), Biserica etiopiană (1969 și 1971), Biserica coptă (1969 și 1971), Biserica siriană din Malabar-India (1969). S-au inițiat și întreținut relații cu o serie de arhiepiscopii romano-catolice, unele vizitate de patriarhul Justinian în fruntea unor delegații sinodale: Austria (1969), Germania (1970), Mănăstirea Chevetogne, Belgia (1972), cu Biserica Veterocatolică și cu Biserica Anglicană (1966). Între ierarhii catolici cu care a întreținut relații de prietenie s-au numărat arhiepiscopul Vienei, cardinalul Franz König, și arhiepiscopul de Mechelen-Bruxelles, cardinalul Léon-Joseph Suenens⁠(fr)[traduceți].
La rândul lor, delegații ai tuturor acestor biserici au vizitat pe patriarhul Justinian și Biserica Ortodoxă Română. Din anul 1961 Biserica Ortodoxă Română a reintrat în Consiliul Mondial al Bisericilor și a participat la toate acțiunile desfășurate în cadrul mișcării ecumenice actuale: Consiliul Ecumenic al Bisericilor, Conferința Bisericilor Europene etc.
În anul 1967 patriarhul Justinian a refuzat invitația de a trimite observatori la Conciliul Vatican II, pe motiv că Biserica Catolică l-a hirotonit la Roma ca episcop pe preotul român unit Vasile Cristea.
Patriarhul Justinian a publicat 12 volume sub titlul semnificativ "Apostolat social" (București, 1948-1976), cu toate pastoralele, cuvântările și articolele sale. S-au editat noi periodice bisericești ori și-au continuat apariția cele vechi: "Biserica Ortodoxă Română" (din 1874), "Ortodoxia", "Studii Teologice", "Glasul Bisericii" (a Mitropoliei Ungro-vlahiei), "Mitropolia Moldovei și Sucevei", "Mitropolia Ardealului", "Mitropolia Olteniei", "Mitropolia Banatului" și o serie de periodice editate de comunitățile ortodoxe române de peste hotare. 
S-au reeditat: "Biblia sinodală", în două ediții (1968 și 1975); "Noul Testament"; toate cărțile de cult, fiecare în mai multe ediții, aproape toate manualele necesare pentru învățământul teologic superior și seminarial, o serie de lucrări cu caracter teologic, istoric, scrise de ierarhi, profesori de teologie, preoți, sau teze de doctorat. 
În perioada de păstorire a Patriarhului Justinian s-au construit din temelie 302 biserici, au fost reparate sau restaurate alte 2345 biserici, dintre care monumente istorice 999, iar dintre acestea 128 mânăstiri, schituri și alte așezăminte monahale. Pe lângă bisericile nou construite care au fost împodobite cu pictură, în alte 271 de biserici pictura a fost restaurată.

## Colaborarea cu organele de stat în timpul sistemului comunist

Patriarhul Justinian

Sub conducerea patriarhului Justinian a fost inițiată colaborarea Bisericii Ortodoxe Române cu autoritatea comunistă. Patriarhul a promovat ideea ca istoria merge după niște legi date de Dumnezeu, iar una dintre aceste legi este lupta de clasă. Scriitorul polonez Czeslaw Milosz, laureat al premiului Nobel, citează pe patriarhul Justinian în cartea sa Gândirea captivă.
"Stalin, conducătorul Partidului Comunist, duce la îndeplinire legea istoriei, cu alte cuvinte acționează așa cum dorește Dumnezeu, motiv pentru care trebuie să ne supunem lui. Omenirea poate fi reînnoită după modelul rusesc; de aceea nici un creștin nu se poate opune ideii - crude, ce-i drept - care va crea un om nou pe întreaga planetă. Asemenea argumente sunt adesea folosite de clerici care sunt unelte ale Partidului. "Christos este omul nou. Omul nou este omul sovietic. Prin urmare Christos este sovietic!" a spus Justinian Marina, patriarhul României."
Cântărețul Jean Moscopol (1903-1980) a ridiculizat în cântecul „Patriarhul Roșu” colaborarea patriarhului Justinian Marina cu autoritățile sovietice („Justinian, zis și Marina \ E cel mai cuvios creștin \ Umblă crai cu limuzina / și se închină la Kremlin”).
Mihai Urzică a scris: «De la întronizarea sa ca al treilea patriarh, la 6 iunie 1948, și până la moartea sa din 26 martie 1977, în fața adversităților la care a fost supusă Biserica, Patriarhul Justinian s-a dovedit un abil diplomat și a căutat să țină piept, pe cât a putut, atacurilor îndreptate împotriva Casei Domnului. El a menținut strâns unite rândurile clerului, a sprijinit pe condamnații politici dintre preoții și călugării eliberați din pușcării și a restaurat multe biserici și mănăstiri, înfruntând sancțiunile, amenințările și chiar domiciliul forțat la care, pentru o vreme, a fost supus». 
Patriarhul Justinian a căzut victimă prigoanei comuniste, atunci când a protestat împotriva Decretului 410 din 19 noiembrie 1959, care prevedea că puteau fi admise în monahism doar persoanele care au împlinit vârsta de 55 de ani, bărbații, și de 50 de ani femeile, și în baza căruia, au fost scoși din mănăstiri «cca 5.000 de monahi și monahii». Așadar, patriarhul «a avut curajul să protesteze împotriva acestui decret abuziv, motiv pentru care «a fost trimis la schitul Dragoslavele, unde i s-a fixat domiciliu forțat timp de șase luni!» 

## Moartea
A încetat din viață în seara zilei de 26 martie 1977, în vârstă de 76 de ani, după o grea suferință și o lungă perioadă de spitalizare. A fost depus în mormântul pe care cu grijă și l-a pregătit în zidul interior al Mânăstirii Radu Vodă din București, ctitorită de el. Pe crucea încastrată în zid, patriarhul i-a cerut meșterului să sape următoarea inscripție: "M-am luptat lupta cea bună. Credința am păzit. Am ajuns la capătul drumului vieții. De acum încolo, mă așteaptă răsplata dreptății, pe care mi-o va da Domnul, Judecătorul Cel Drept în ziua aceea".

## Distincții
- Medalia „A cincea aniversare a Republicii Populare Române” (24 decembrie 1952) „pentru lupta și munca duse în vederea făuririi, consolidării și prosperării Republicii Populare Române”[13]
- Ordinul „Steaua Republicii Populare Române” clasa I-a (6 iunie 1953) „pentru merite în activitatea patriotică și pentru contribuția adusă cauzei păcii”[14]
- Ordinul „23 August” clasa a II-a (12 august 1959) „pentru activitate rodnică pe tărîm obștesc”[15]
- Ordinul „23 August” clasa I (10 august 1964) „pentru merite deosebite în opera de construire a socialismului, cu prilejul celei de a XX-a aniversări a eliberării patriei”[16]